# یوری پیمنوف
یوری پیمنوف (روسی: Юрий Игорьевич Пименов؛ ۲۹ مارس ۱۹۵۸ – ۱۹ آوریل ۲۰۱۹) ورزشکار روئینگ اهل روسیه بود.
وی در مسابقات کشوری و بین‌المللی در مجموع برندهٔ ۴ مدال طلا، ۴ مدال نقره، ۱ مدال برنز شده‌است.